# Penbutolol
Penbutolol (łac. penbutololum) – wielofunkcyjny organiczny związek chemiczny, lek stosowany w leczeniu nadciśnienia tętniczego, o działaniu blokującym w równym stopniu receptory adrenergiczne β1 oraz β2.

## Mechanizm działania
Penbutolol jest lekiem β-adrenolitycznym o równym działaniu blokującym receptory adrenergiczne β1 i β2 oraz wewnętrzną aktywnością sympatykomimetyczną (częściowy agonista). Penbutolol jest również antagonistą receptorów serotoninowych (5-HT 1A). Jeden z metabolitów penbutololu, 4-hydroksypenbutolol, pomimo znacznie mniejszej aktywności, odpowiada za utrzymywanie działania leku przez 20 godzin, pomimo biologicznego okresu półtrwania penbutololu wynoszącego około 5 godzin.

## Zastosowanie
- nadciśnienie tętnicze łagodne lub umiarkowane[6]

Penbutolol nie jest dopuszczony do obrotu w Polsce (2018).

## Działania niepożądane
Penbutolol może powodować następujące działania niepożądane:
- ból w klatce piersiowej
- ból kończyn
- biegunka
- nudności
- dyspepsja
- ból głowy
- zawroty głowy
- zmęczenie
- bezsenność
- kaszel
- duszność
- nadmierna potliwość
- przejściowe dysfunkcje seksualne